# پینسبورگ (مریلند)
پینسبورگ (به انگلیسی: Pinesburg) شهری در ایالت مریلند کشور ایالات متحده آمریکا است که جمعیت آن در سرشماری سال ۲۰۱۰ میلادی، ۴۴۹ نفر بوده‌است.